# Exotela
Exotela is een geslacht van insecten uit de orde vliesvleugeligen (Hymenoptera) en de familie schildwespen (Braconidae).

## Soorten
- E. aconiti Griffiths, 1967
- E. adjuncta Tobias, 1998
- E. arunci Griffiths, 1967
- E. curtitempus (Fischer, Tormos, Docavo & Pardo, 2004)
- E. cyclogaster Forster, 1862
- E. chromatomyiae Griffiths, 1984
- E. chrysogastra Tobias, 1986
- E. chrysotegula Tobias, 1986
- E. dives (Nixon, 1954)
- E. facialis (Thomson, 1895)
- E. flavigaster Tobias, 1998
- E. gilvipes (Haliday, 1839)
- E. hera (Nixon, 1937)
- E. juno Tobias, 1998
- E. lathyri Griffiths, 1984
- E. lonicerae Griffiths, 1967
- E. melanocera (Thomson, 1895)
- E. minuscula Griffiths, 1967
- E. minuscularia Tobias, 1998
- E. nowakowskii Griffiths, 1967
- E. obscura Griffiths, 1967
- E. parallela Tobias, 1998
- E. phryne (Nixon, 1954)
- E. pseudoobscura Tobias, 1998
- E. senecionis Griffiths, 1967
- E. sonchina Griffiths, 1967
- E. spinifer (Nixon, 1954)
- E. sulcata (Tobias, 1962)
- E. tatrica Griffiths, 1967
- E. umbellina (Nixon, 1954)
- E. urupica Tobias, 1997
- E. vaenia (Nixon, 1954)
- E. versicolor Tobias, 1998
- E. viciae Griffiths, 1984